# Búnker del mariscal Tito
El búnker del mariscal Tito o Búnker de Tito es un refugio antinuclear subterráneo mandada construir por el presidente Josip Broz Tito como autoprotección en caso de guerra nuclear. El nombre técnico es Atomska Ratna Komanda D-0 o ARK D-0.

## Historia
El mariscal Tito vivía obsesionado con la seguridad. Yugoslavia sostenía una posición estratégica delicada al formar parte de la liga de países no alineados. El miedo a un posible ataque nuclear durante la Guerra Fría lo llevó a mandar construir un búnker donde poder refugiarse.
El nombre oficial es Atomska Ratna Komanda D-0 o ARK D-0 (Autoridad de guerra atómica D-0).

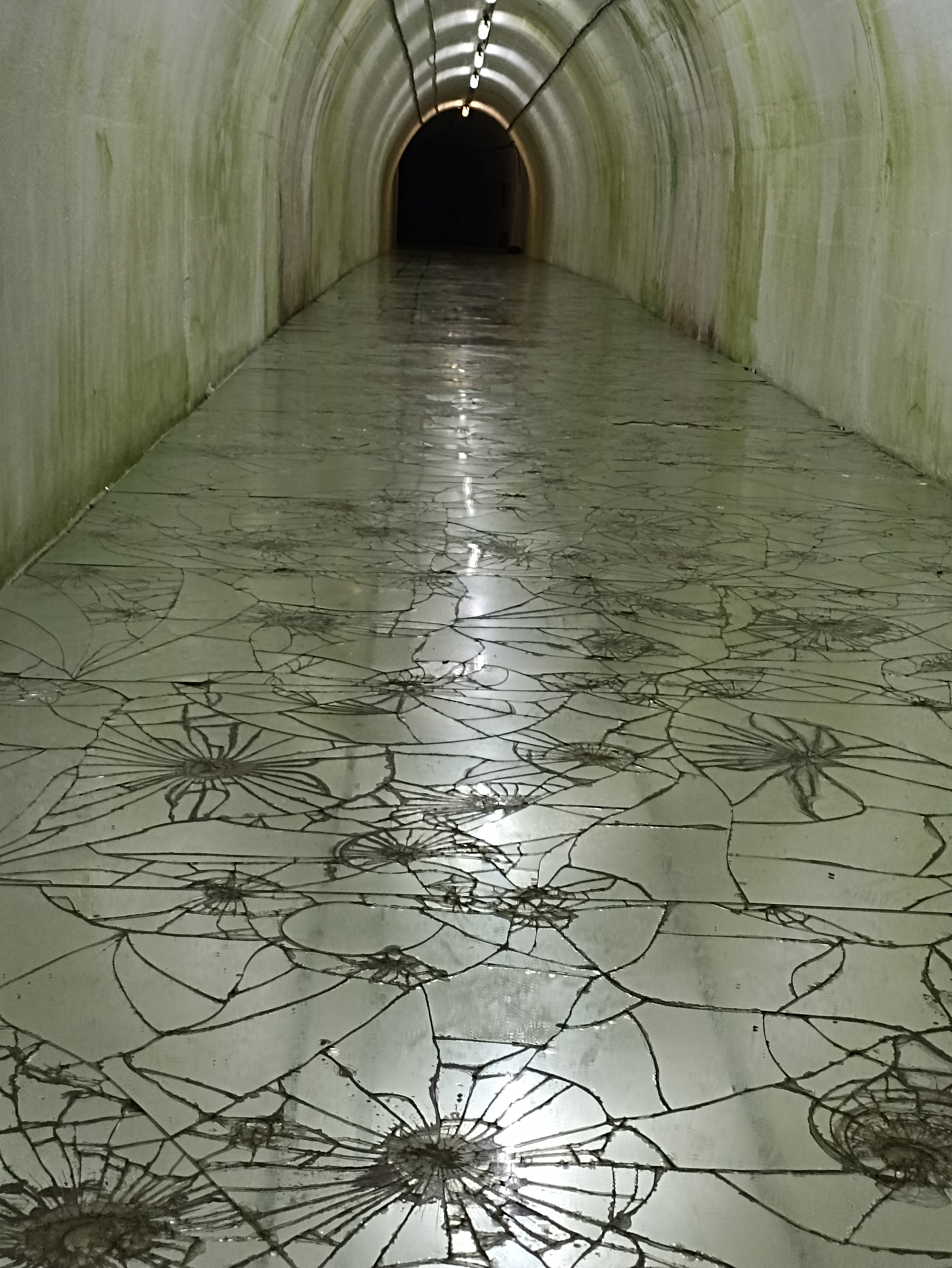
Pasillo en el Búnker de Tito

El búnker se encuentra en las proximidades de Konjic, a 50 kilómetros al norte de Mostar y se accede por un largo pasillo de 220 metros que desciende 280 metros bajo tierra. Para acceder hay que traspasar tres puertas blindadas de un metro de espesor.
Es la segunda infraestructura más cara heredada de la antigua Yugoeslavia, con un presupuesto total estimado en 4.600 millones de dólares. La construcción abarca 6500 metros cuadrados de superficie, a 300 metros de profundidad. Las obras comenzaron en 1953 y concluyeron en 1979 y se diseñó para garantizar la supervivencia de 350 personas (300 empleados y 50 miembros de la cúpula política), durante al menos 6 meses en caso de ataque nuclear. El búnker, que nunca llegó a utilizarse y en la actualidad es una atracción turística, se divide en doce bloques con distintas funcionalidades. Dispone de depósito de agua potable, un acceso subterráneo al agua del río, tres centrales eléctricas con sus respectivos depósitos de petróleo, cinco centros de comando equipados con los típicos teléfonos rojos de bakelita de la época socialista, comunicación directa y codificada con el resto de los búnkeres yugoslavos, dormitorios, despachos, salas de reuniones, almacenes, cocinas, hospital…
La decoración de las habitaciones dormitorio es austera y el tamaño va por rangos militares. La habitación destinada al mariscal Tito y su esposa es la más grande y está presidida por un retrato suyo. 
Hasta la guerra de los Balcanes (1992-1995) fue alto secreto. Durante el comienzo del conflicto, en 1992, estando el Estado Mayor bajo control serbio, se dio orden de destruir el complejo, pero estas fueron por la intervención de un soldado bosnio y el búnker pasó a estar bajo el control del ejército bosnio.
Desde 2011 acoge una bienal de arte dónde se exponen obras relacionadas con la evolución de la antigua Yugoslavia y la Bosnia actual. Muchas de estas obras han permanecido por lo que la imagen actual del búnker dista mucho de la original.